# Cargill
A Cargill é uma empresa privada, multinacional, com sede no estado de Minnesota, EUA, cuja atividade é a produção e o processamento de alimentos. Atualmente, é a segunda maior empresa do mundo de capital fechado, e está presente nos 5 continentes e emprega mais de 160.000 pessoas em 67 países.
Recentemente, declarou receita de US$165 bilhões, e lucro de US$6.68 bilhões. Empregando mais de 155.000 pessoas em 70 países, é responsável por 25% de todas as exportações de grãos nos Estados Unidos. A empresa também fornece aproximadamente 22% de carne no mercado interno americano, maior exportador do produto da Argentina do que qualquer outra empresa e é o maior produtor de aves na Tailândia. Todos os ovos utilizados nos restaurantes McDonald's nos Estados Unidos passam por plantas da Cargill. É o único produtor de sal Alberger processado no EUA, que é altamente valorizado na indústria de fast food e pratos prontos.

## Histórico
Foi fundada em 1865 e tornou-se a maior corporação do mundo de capital fechado (em termos de receitas). Se fosse uma companhia aberta, estaria no Top 10 empresas da Fortune 500. Atividades da Cargill de negócios incluem a compra, processamento e distribuição de grãos e outras commodities agrícolas, da fabricação e venda de ração animal, ingredientes para alimentos processados, produtos farmacêuticos e bens de consumo e produção de alimentos. Ela também opera um grande braço de serviços financeiros, que gerencia os riscos nos mercados de commodities para as empresas. Em 2003, separou uma parte de suas operações financeiras em um fundo de hedge chamado Black River Asset Management, com cerca de US$ 10 bilhões em ativos e passivos. É proprietária de 2/3 das ações da Mosaic Company, uma das maiores produtoras e comerciantes do mundo de fosfato concentrado e potássio. 
Apesar de seu tamanho gigantesco, a corporação ainda é uma empresa familiar. Descendentes do fundador (a partir da Cargill e suas famílias MacMillan) detém mais de 85% da empresa. Isto significa que a maior parte de seu crescimento foi devido ao reinvestimento dos receitas próprias da empresa, ao invés de abertura de capital em bolsa.
A americana Cargill, a maior processadora de cacau na América Latina, decidiu em 2007 incrementar, iniciando a produção de chocolates e achocolatados na fábrica instalada em Porto Ferreira (SP), onde já mantém a unidade de negócios de amidos e adoçantes. A unidade produzirá principalmente achocolatados e, em menor escala, chocolate. Os produtos serão vendidos diretamente a indústrias de alimentos em baldes, barras de 2 quilos, pedaços (em sacos de 25 quilos) e gotas. As matérias-primas (manteiga, massa e pó de cacau) são fornecidas pela fábrica que a Cargill mantém em Ilhéus (BA) e que processa 80 mil toneladas de cacau por ano.

## Operações na Venezuela
Em 4 de março de 2009, o presidente da Venezuela, Hugo Chávez, anunciou a expropriação da empresa naquele país, devido ao descumprimento da política de abastecimento de alimentos do país, que determina que pelo menos 80% da produção de arroz seja do arroz branco, sujeito a controle de preços no país. Não ficou claro no anúncio se a expropriação ficará restrita às atividades de produção de arroz, já que a empresa produz outros alimentos no país, como óleo, farinha, macarrão, açúcar e café. As autoridades alegam também que a empresa foi flagrada transportando arroz para a fronteira com a Colômbia, o que seria ilegal. O governo assumiu as operações da empresa e anunciou que permaneceria no local por 90 dias, enquanto negocia a expropriação.
Em 20 de agosto de 2009, foi anunciado que a fábrica seria devolvida. “O governo do presidente socialista Hugo Chávez assumiu o controle da unidade em maio, como parte de uma campanha para pressionar empresas privadas a produzir mais alimentos sob preços menores impostos pelo governo.
Aparentemente satisfeito pela fábrica estar operando seguindo as regras governamentais, o ministro do Comércio, Eduardo Samán, disse que a unidade seria devolvida para seus proprietários. "Esta fábrica será devolvida, a ocupação temporária será finalizada", afirmou Saman. A Cargill é uma das maiores empresas privadas do mundo e cerca de 2 mil funcionários na Venezuela.”.

## Compra da divisão de suínos nos Estados Unidos pela brasileira JBS
Em 1 de julho de 2015, a JBS adquiriu nos Estados Unidos a divisão de suínos da Cargill por 1,45 bilhão de dólares, nessa operação estão incluídas duas unidades industrias de processamentos de carne localizadas em dois estados, cinco fabricas de ração, localizadas três estados e também quatro granjas de suínos que ficam situadas em outros três estados americanos, com essa aquisição a JBS aumentou o seu portfólio de produtos nos Estados Unidos e o valor da compra foi pago à vista.